# Serbie aux Deaflympics
La Serbie participe  deux fois aux Deaflympics depuis 2009 . Le pays n'a jamais participé aux Jeux d'hiver.

## Bilan général
L'équipe de Serbie obtient 2 médailles des Deaflympics dont un argent et un bronze.
| Année | Médaille d'or, Jeux olympiques | Médaille d'argent, Jeux olympiques | Médaille de bronze, Jeux olympiques | Total | Rang |
| 2009  | 0                              | 1                                  | 1                                   | 2     | 39e  |
| 2013  | 0                              | 0                                  | 0                                   | 0     | NC   |
| Total | 0                              | 1                                  | 1                                   | 2     |      |

## Sources
- L'équipe de Serbie de 2009